# Susin Nielsen
Susin Nielsen (1964) is een Canadese kinderboekenschrijfster. Ze is in Nederland onder meer bekend van haar jeugdboeken The Reluctant Journal of Henry K. Larsen (in het Nederlands vertaald als: Het ongemakkelijke dagboek van Henry K. Larsen), dat gaat over de nasleep van een schietpartij op school, en Tremendous Things (vertaald als: Iets heel bijzonders). Voor het eerstgenoemde boek ontving zij een Zilveren Griffel, voor het tweede een Bronzen Griffel. Beide boeken zijn aangemerkt als Lezen voor de Lijst-boek (12-15 jaar, niveau 2).

## Biografie
Nielsen groeide op in Londen en Chatham-Kent in Ontario. Ze is getrouwd met Goran Fernlund; samen hebben ze één kind.
Nielsen begon haar schrijverscarrière bij de Degrassi-franchise, een Canadese mediafranchise rond een middelbare school, waarvoor ze scripts schreef voor de televisieserie en boeken voor de reeks. Ze speelde ook de rol van Louella Hawkins, de conciërge, in de televisieserie Degrassi Junior High. Na haar werk voor Degrassi schreef Nielsen voor verschillende andere Canadese televisieseries, zoals Heartland, What About Mimi? en Braceface (Beugelbekkie). Tijdens haar werk aan deze programma’s publiceerde ze drie prentenboeken voor kinderen: Hank and Fergus, Mormor Moves In en The Magic Beads.
Haar eerste jeugdroman, in Nederland uitgebracht onder de titel Woordnerd, gaat over pesten – een thema dat ook terugkeert in Het ongemakkelijke dagboek van Henry K. Larsen. Haar boeken beschrijven vaak de impact van gebroken gezinnen op kinderen.
Veel van haar boeken zijn vertaald in het Nederlands, Frans, Portugees, Italiaans, Duits en Pools.

## Prijzen en onderscheidingen
Nielsen heeft diverse prijzen ontvangen voor haar bijdrage aan de jeugdliteratuur.  In 2012 won zij de Governor General’s Award voor Engelstalige kinderboeken met The Reluctant Journal of Henry K. Larsen, dat ook bekroond werd met de Canadian Library Association Book of the Year for Children Award in 2013. In 2019 werd haar volledige oeuvre beloond met de Vicky Metcalf Award for Literature for Young People, een prijs die auteurs eert van wie het werk "inspirerend is voor Canadese jongeren". Daarnaast werden haar boeken No Fixed Address en Tremendous Things geselecteerd door de Junior Library Guild, en werd We Are All Made of Molecules in 2015 genoemd in diverse prestigieuze media als een van de beste young adult-romans van dat jaar.
Dear George Clooney, please marry my mom werd geselecteerd voor de White Ravens 2011.

### Prentenboeken
- The Magic Beads, geïllustreerd door Geneviève Côté (2007)
- Princess Puffybottom . . . and Darryl, geïllustreerd door Olivia Chin Mueller (2019)
- All Cats Welcome, geïllustreerd door Vivian Mineker (2022)

### Jeugdboeken en YA-boeken
- Mormor Moves In (2004)
- Hank and Fergus (2005)
- Word Nerd (2008), in het Nederlands vertaald als: Woordnerd
- Dear George Clooney: Please Marry My Mom (2010) – ook uitgegeven als My Messed-Up Life
- The Reluctant Journal of Henry K. Larsen (2012), in het Nederlands vertaald als: Het ongemakkelijke dagboek van Henry K. Larsen
- We Are All Made of Molecules (2015), in het Nederlands vertaald als: Wij zijn allemaal moleculen
- Optimists Die First (2017), in het Nederlands vertaald als: Optimisme is dodelijk
- No Fixed Address (2018), in het Nederlands vertaald als: Adres onbekend
- Tremendous Things (2021), in het Nederlands vertaald als: Iets heel bijzonders

- Bibsys: 15023398
- Bibliothèque nationale de France: cb129868996 (data)
- Gemeinsame Normdatei: 143344552
- International Standard Name Identifier: 0000 0001 2030 7577
- Library of Congress Control Number: nr2005000176
- Nationale Bibliotheek van Tsjechië: mub2015883813
- Nederlandse Thesaurus van Auteursnamen: 400957612
- Système universitaire de documentation: 163398984
- Trove: 1039309
- Virtual International Authority File: 93086800
- WorldCat: E39PBJxrWygwqM4hhbXBWrRYfq